# Osiedle Krupińskiego (Polkowice)
Osiedle Krupińskiego – wielorodzinne osiedle mieszkaniowe o luźnej zabudowie liniowej, zlokalizowane we wschodniej części Polkowic.

## Historia i architektura
Osiedle w większości zrealizowano w latach 70. i 80. XX wieku. Na kompozycję przestrzenną jednostki składa się przede wszystkim sześć długich, pięciokondygnacyjnych, wieloklatkowych bloków mieszkalnych, zlokalizowanych równolegle do siebie na osi północ-południe. Od północy i od południa umieszczono po cztery dziesięciokondygnacyjne punktowce. Również od północy i południa usytuowano kilka mniejszych budynków. W centrum osiedla zostało posadowione przedszkole, a na południowo-wschodnim narożniku szkoła podstawowa. W latach 1992–1996 zreorganizowano zagospodarowanie osiedla - zorganizowano ciągi piesze, zieleń i małą architekturę. W 1992 wyremontowano infrastrukturę podziemną, a także poddano remontowi ulice Kolejową i Ratowników. Wzdłuż ulicy Lipowej dostawiono ciąg małych budynków mieszkalnych ze stromymi dachami, co zaburzyło pierwotna koncepcję, ale stworzyło kameralne wnętrze urbanistyczne. Przy tej samej ulicy wzniesiono w latach 1995-1996 zabudowania Ośrodka Pomocy Społecznej. W 2007 oddano do użytku boisko sportowe.